# 岸本辰雄

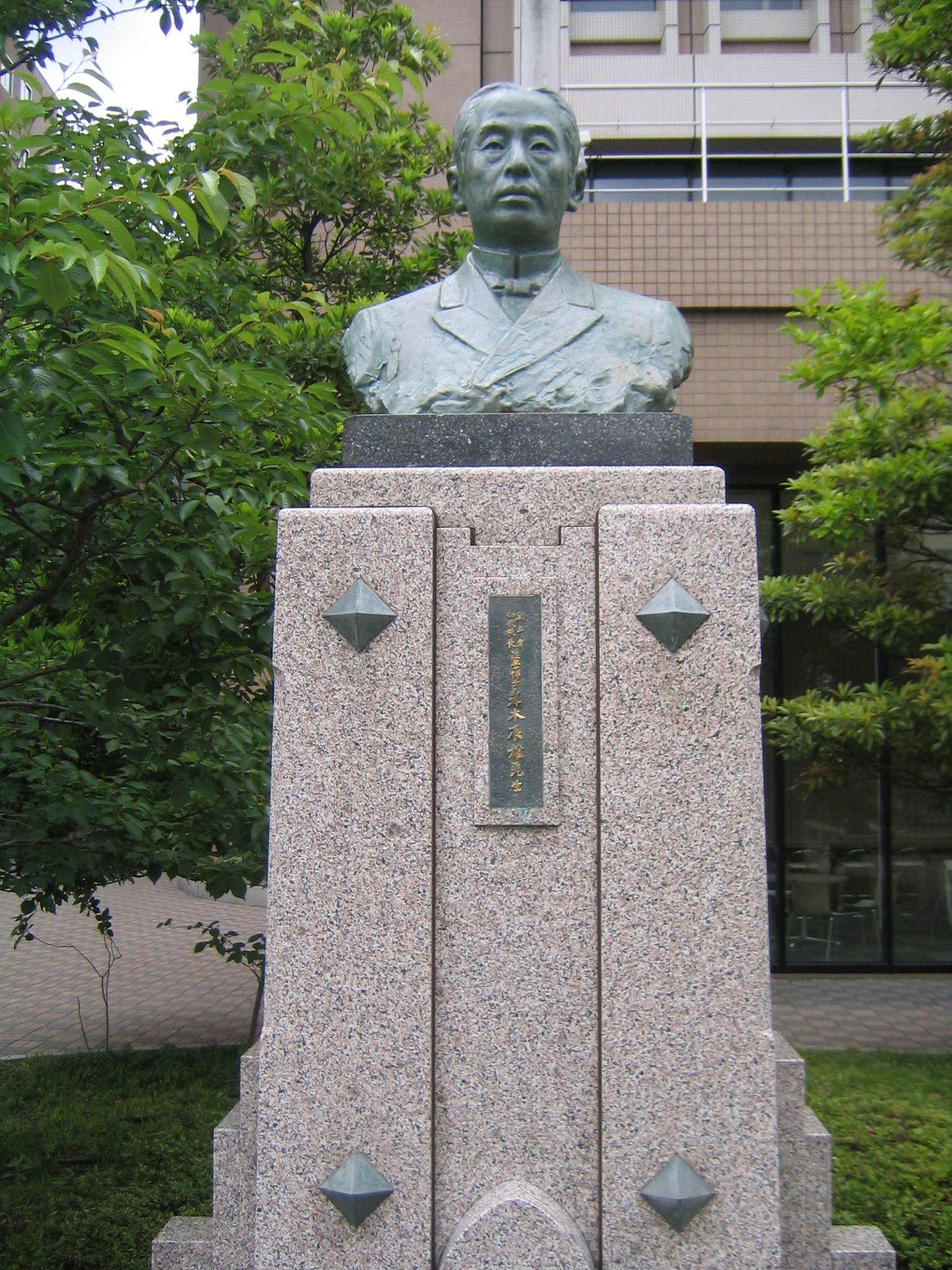
明治大学駿河台キャンパスに立つ岸本辰雄胸像（北村西望作）

岸本辰雄（きしもと たつお、1851年11月13日（嘉永4年10月19日） - 1912年（明治45年）4月4日）は、日本の法学者。明治大学の創設者。

## 来歴
因幡国南本寺町（現在の鳥取市）に鳥取藩士岸本平次郎の三男として生まれる。幼名、辰三郎。当初藩校尚徳館で蘭式兵法を修める。
戊辰戦争に従軍後、1869年（明治2年）、箕作麟祥の共学塾に入門。翌年、貢進生として鳥取藩の推薦を受け、大学南校（後の東京大学）に入学。1872年（明治5年）、新設の司法省明法寮（後に司法省法学校）に第一期生として入学。ジョルジュ・ブスケ、ギュスターヴ・エミール・ボアソナードらにフランス法を学び1876年（明治9年）卒業。
同年宮城浩蔵・小倉久とともにフランスに留学。民法典をビュフノワール、ローマ法をポール・ジイド（ノーベル賞作家アンドレ・ジイドの父）、民事訴訟法をカルソネの下で学び、パリ法科大学でフランス法律学士の学位を取得。1880年（明治13年）に帰国後、判事任官、東京大学法学部講師、太政官御用掛等。
判事の傍ら1881年（明治14年）1月17日、有楽町数寄屋橋の旧島原藩上屋敷（松平主殿頭家（とのものかみけ）旧邸、現在の千代田区有楽町数寄屋橋交差点そば）において、宮城浩蔵、矢代操らとともに明治法律学校を創設。1888年（明治21年）に校長となる。岸本は法学全般に通じていたが、宮城浩蔵が刑事法を担当したのに対し、矢代操と分担して主に民法と商法を担当。
1889年（明治22年）には地元の鳥取県から第1回衆議院議員総選挙に立候補するが、すぐに辞退している。
この間に法制局判事、法制局参事官、司法省参事官等を経て1890年（明治23年）11月、大審院判事となる。
民法典論争では断行論の立場をとり、1892年（明治25年）5月には岸本ら8名の連名で「法典実施断行意見」を発表した。
司法官弄花事件に連坐して大審院判事を辞任した後、1893年（明治26年）5月に弁護士登録し、1897年（明治30年）には鳩山和夫らと日本弁護士協会を設立、さらに東京弁護士会会長となる。1905年（明治38年）法学博士となる。商法編纂委員、会社法編纂委員、破産法編纂委員、民商法施行調委員、法典調査会委員などを務める。
明治法律学校が専門学校令によって明治大学と称した後も引き続き校長を務めていたが、1912年（明治45年）4月4日、市電で大学へ向かう途中に数寄屋橋付近で倒れ、近くの赤十字救護所に運ばれたが、救命処置の甲斐なく死去。墓所は谷中霊園乙4号9側。
明治大学駿河台キャンパスのリバティタワー23階に「岸本辰雄記念ホール」がある。出身地鳥取の藩校尚徳館があった鳥取県立県民文化会館前には、2006年に胸像が建立された。

## 人物
- 趣味は囲碁、盆栽、書画[13]。
- 「保守ニ陥ラス急進ニ失セス中正ナル進歩主義ヲ執レリ」と評されている[16]。
- 宮城浩蔵のような雄弁家タイプではなく、演説の口調に激語は見られなかった[17]。
- パリ法科大学の学籍簿の本人署名によれば、「辰雄」は一般的に伝えられるタツオではなくタツユウになっている[18]。
- 学生スポーツの理解者でもあり、1910年には明大理事会内の反対論を押し切って野球部の創部を承認した[19]。

## 著書

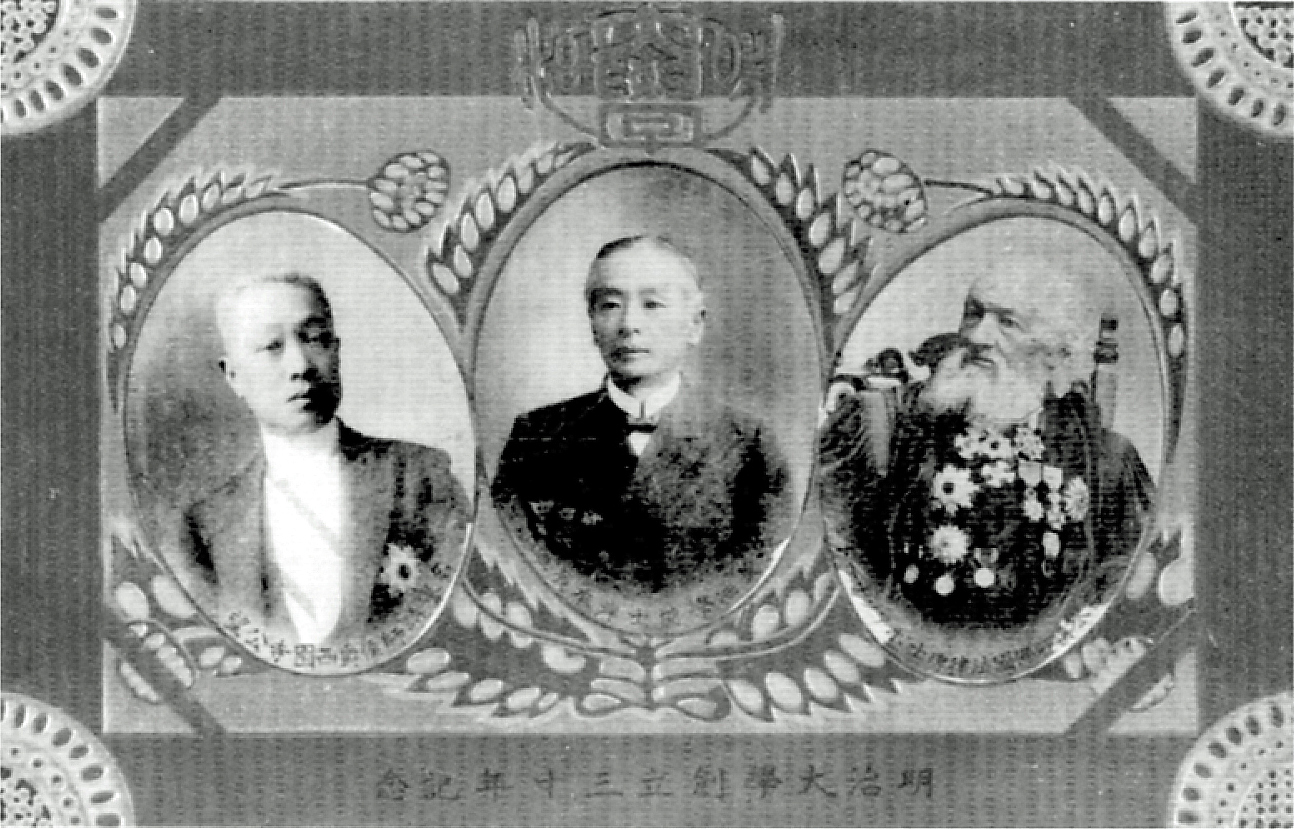
岸本辰雄（中央）と、西園寺公望（左）、ボアソナード（右）
（明治大学創立30周年記念絵葉書）

- 『仏国法典改正論』 共訳、知新社、1882年
- 『仏国商事会社法講義』 明治法律学校、1887年
- 『仏国人事法講義』 共著、明法堂、1888年
- 『仏国民法売買篇講義』 明治法律学校講法会、1890年
- 『法学通論』 明治法律学校講法会、1890年
- 『民法正義』 新法注釈会、1890年
- 『商法正義』 新法註釈会、1893年
- 『商事会社法要義』 明治法律学校講法会、1893年
- 『改正商事会社法正義』 新法註釈会、1893年
- 『商法講義』 明治法律学校講法会、1895年
- 『民法財産取得編講義 巻之一』 共著、明治法律学校講法会、1895年
- 『民法財産取得編講義 巻之二』 共著、明治法律学校講法会、1895年
- 『民法人事篇講義』 明治法律学校講法会
- 『法例講義』 明治法律学校講法会、1899年
- 『帝国憲法要領』 講法会、1899年

## 栄典
- 従五位（1912年4月5日）[20]
- 勲五等瑞宝章（1912年4月5日）[20]